# كفر زيدان منديل
قرية كفر زيدان منديل هي إحدى القرى التابعة لمركز أبوحماد في محافظة الشرقية في جمهورية مصر العربية. حسب إحصاءات سنة 2006، بلغ إجمالي السكان في كفر زيدان منديل 2290 نسمة، منهم 1108 رجل و1182 امرأة.